# フアン・イモフ
フアン・イモフ（Juan Imhoff、1988年5月11日 - ）は、トップ14ラシン92に所属するラグビーユニオン選手。

## プロフィール
- アルゼンチン・ロサリオ出身。
- ポジションはウィング(WTB)、フルバック(FB)。
- 身長 184cm、体重 88kg
- アルゼンチン代表キャップは35(2021年1月現在)でワールドカップ2011・2015のアルゼンチン代表に選ばれた[1]。
- リオ五輪の7人制アルゼンチン代表に選ばれたことがある[2]。

## 略歴
パンパスを経て、2013年、ラシン92に加入。 